# Rorippa indica
Rorippa indica är en korsblommig växtart som först beskrevs av Carl von Linné, och fick sitt nu gällande namn av William Philip Hiern. Rorippa indica ingår i släktet fränen, och familjen korsblommiga växter. Inga underarter finns listade i Catalogue of Life.